# Калдаш, Антониу
Жозе Антониу Калдаш Оливейра (порт. José António Caldas Oliveira; род. 1 мая 1959, Брага, Португалия) — португальский футболист и тренер.

## Биография
Воспитанник «Брага». В качестве футболиста выступал на позиции вратаря за малоизвестные португальские команды. Первый успех пришел к нему в 1991 году, когда Калдаш в составе «Пасуш де Феррейра» пробился в Примейру. Причем ранее в сезоне 1989-90 вратарю даже удалось отметиться забитым голом в Сегунда лиги. Всего в португальской элите Калдаш провел 15 матчей.
После завершения карьеры он руководил клубами из низших лиг и работал в системе «Браги». В 2008 году в конце сезона он временно исполнял обязанности главного тренера команды. С 2010 по 2016 годы Калдаш работал с клубами из Анголы. В октябре 2019 года португалец был назначен на пост главного тренера аутсайдера армянской Премьер-Лиги ФК «Ереван». Через месяц из-за плохих условий в клубе тренер подал в отставку. При нем ереванцы провели четыре матча и во всех из них они потерпели поражения.

## Достижения

### Футболиста
- Победитель Сегунда лиги (1): 1990/91.

### Тренера
- Победитель Кубка Анголы (1): 2011.